# ジェネックス・コップ
『ジェネックス・コップ』（原題：特警新人類、Gen-X Cops）は、1999年に公開された香港のアクション映画。

## ストーリー
素行不良で訓練学校から追い出された新人警官ジャック、マッチ、エイリアンの3人。大量の爆弾を強奪したテロリストの赤虎を追うチャン刑事は、3人を挑発して捜査に参加させる。軽い気持ちで組織に潜入した3人は徐々に核心に迫って行くが・・・。

## キャスト
- ジャック - ニコラス・ツェー（緑川光）
- マッチ - スティーヴン・フォン（置鮎龍太郎）
- エイリアン - サム・リー（神奈延年）
- Y2K - グレイス・イップ（鈴木麻里子）
- 赤虎 - 仲村トオル
- チャン刑事 - エリック・ツァン（塩屋浩三）
- ダニエル - ダニエル・ウー（磯部弘）
- 釣り人 - ジャッキー・チェン（石丸博也）※カメオ出演
- テロリストの一人 - 谷垣健治

## スタッフ
- 監督：ベニー・チャン
- 製作：ジャッキー・チェン、ジョン・チャン、ソーレン・ソー、ベニー・チャン
- 脚本：ベニー・チャン、ピーター・ツイ、ユイ・コーアン、リー・イー・ワー
- 音楽：ネイサン・ワン
- 撮影：アーサー・ウォン